# Marijan Pušnik
Marijan Pušnik (nacido el 1 de noviembre de 1960) es un entrenador esloveno de fútbol.
Dirigió en equipos como el NK Korotan Prevalje, NK Celje, NK Maribor, NK Rudar Velenje, Avispa Fukuoka, Olimpija Ljubljana y Hajduk Split.

## Clubes

### Como entrenador
| Club                | País      | Año       |
| ------------------- | --------- | --------- |
| NK Dravograd        | Eslovenia | 1994-1996 |
| NK Korotan Prevalje | Eslovenia | 1996-1997 |
| SAK Klagenfurt      | Austria   | 1997-1998 |
| NK Dravograd        | Eslovenia | 1998-1999 |
| NK Celje            | Eslovenia | 2000-2004 |
| Pasargad Tehran FC  | Irán      | 2004-2005 |
| NK Maribor          | Eslovenia | 2006-2007 |
| NK Rudar Velenje    | Eslovenia | 2007-2010 |
| SC Damash Gilanian  | Irán      | 2010      |
| NK Celje            | Eslovenia | 2012      |
| Avispa Fukuoka      | Japón     | 2013-2014 |
| Olimpija Ljubljana  | Eslovenia | 2015      |
| Hajduk Split        | Croacia   | 2016      |
| Olimpija Ljubljana  | Eslovenia | 2017      |
| NK Rudar Velenje    | Eslovenia | 2017-     |